# Mycetia longiflora
Mycetia longiflora är en måreväxtart som beskrevs av Foon Chew How och Hsien Shui Lo. Mycetia longiflora ingår i släktet Mycetia och familjen måreväxter. Inga underarter finns listade i Catalogue of Life.